# Tomás De Vincenti
Tomás Sebastián De Vincenti (Buenos Aires, 9 de febrero de 1989) es un exfutbolista argentino. Jugaba como mediocampista y su último fue equipo el Club Atlético Excursionistas, mismo en el que debutó.

## Historia
En sus inicios comenzó en Excursionistas, equipo de la Primera C Argentina, hasta los 19 años. Luego fue transferido a Grecia, al equipo Pas Giannina donde los primeros 6 meses fue cedido a préstamo al club PAE Kalamata, de la Segunda División de Grecia, para así regresar al equipo de Pas Giannina donde tuvo un excelente desempeño al cual clasificó a la Liga Europa de la UEFA, pero por problemas de infraestructura del club no les permitió participar del torneo, luego de su brillante desempeño, también premiado por el gol más bonito de la temporada y elegido dentro del mejor once ideal de la temporada 2011/2012, fue transferido al Olympiakos uno de los clubes más importantes de la liga griega.
Tras más de 15 años en el extranjero, a principios de 2024 volvió a Excursionistas para disputar el Torneo Apertura de la Primera B. Una vez finalizando dicho campeonato, se retiró a los 35 años.

## Clubes
| Club                      | País                   | Año       |
| ------------------------- | ---------------------- | --------- |
| Excursionistas            | Argentina              | 2007-2009 |
| PAS Giannina              | Grecia                 | 2009-2013 |
| PAE Kalamata (cedido)     | Grecia                 | 2010      |
| Olympiakos                | Grecia                 | 2013-2014 |
| PAS Giannina (cedido)     | Grecia                 | 2013      |
| APOEL de Nicosia (cedido) | Chipre                 | 2014      |
| APOEL de Nicosia          | Chipre                 | 2014-2016 |
| Al-Shabab                 | Emiratos Árabes Unidos | 2016-2017 |
| Al-Ahli Dubai             | Emiratos Árabes Unidos | 2017      |
| APOEL de Nicosia          | Chipre                 | 2018-2022 |
| Lamia F. C.               | Grecia                 | 2022-2023 |
| Ionikos de Nicea          | Grecia                 | 2023      |
| Excursionistas            | Argentina              | 2024      |

## Palmarés

### Títulos nacionales
| Título                     | Club             | País   | Año  |
| -------------------------- | ---------------- | ------ | ---- |
| Primera División de Chipre | APOEL de Nicosia | Chipre | 2014 |
| Copa de Chipre             | APOEL de Nicosia | Chipre | 2014 |
| Primera División de Chipre | APOEL de Nicosia | Chipre | 2015 |
| Copa de Chipre             | APOEL de Nicosia | Chipre | 2015 |
| Primera División de Chipre | APOEL de Nicosia | Chipre | 2016 |
| Primera División de Chipre | APOEL de Nicosia | Chipre | 2019 |
| Supercopa de Chipre        | APOEL de Nicosia | Chipre | 2019 |